# Маркелл, Джек
Джек Маркелл (англ. Jack Markell; род. 26 ноября 1960, Ньюарк, Делавэр) — американский политик, представляющий Демократическую партию. 73-й губернатор штата Делавэр (2009—2017).

## Биография

### Ранние годы, образование и карьера
Джек Маркелл вырос в Ньюарке, штат Делавэр, где окончил среднюю школу. Затем он получил степень бакалавра в области экономики в Брауновском университете и степень магистра делового администрирования в Чикагском университете. В юности он посещал летний лагерь Галил молодёжного социалистическо-сионистического движения Habonim Dror.
Маркелл был вице-президентом по корпоративному развитию в компании Nextel Communications, где занимался внедрением беспроводных технологий. Он также занимал руководящий пост в корпорации Comcast, был консультантом в McKinsey and Company, Inc. и банкиром в First Chicago Corporation.

### Политическая карьера
Маркелл был избран казначеем штата Делавэр в 1998 году, а затем переизбран в 2002 и 2006 годах. На этой должности он руководил разработкой ряда образовательных программ, известных под общим названием «Инициативы финансовой грамотности». Он создал школу Delaware Money School, которая предлагала бесплатные курсы по таким темам, как накопление денег для колледжа и пенсионное планирование. Он также сотрудничал с университетом штата Делавэр, Центром экономического образования и предпринимательства, а также несколькими банками Делавэра с целью обучения детей основам финансовой грамотности.
6 июня 2007 года Маркелл официально объявил о намерении баллотироваться на пост губернатора штата Делавэр. 9 сентября он выиграл праймериз, набрав 51,2 % голосов. На всеобщих выборах Маркелл достаточно легко победил республиканца Уильяма Суэйна Ли, обойдя последнего более чем на 35 %.
Начиная с лета 2007 года, Маркелл выпустил четырнадцать программных документов по самым разным вопросам — от энергетики до здравоохранения и образования. На начальном этапе Маркелл сильно отставал в опросах и поддержке; Движение молодых демократов и другие организации позволили Маркеллу набрать обороты, но эти усилия были сведены на нет поддержкой Карни Демократической партией штата Делавэр. Маркелл медленно сдавал позиции в опросах до дня выборов, когда Карни все еще сохранял небольшой перевес.
Маркелл одержал неожиданную победу над Карни, набрав 51,2 % голосов на демократических первичных выборах. Против бывшего судьи Уильяма Суэйна Ли, который также был республиканским кандидатом в губернаторы в 2004 году, Маркелл победил на всеобщих выборах, набрав 67 % голосов.

### Личная жизнь
Маркелл женат на Карле Маркелл. У них двое детей: Молли и Майкл.